# Papyrus Fuad 266

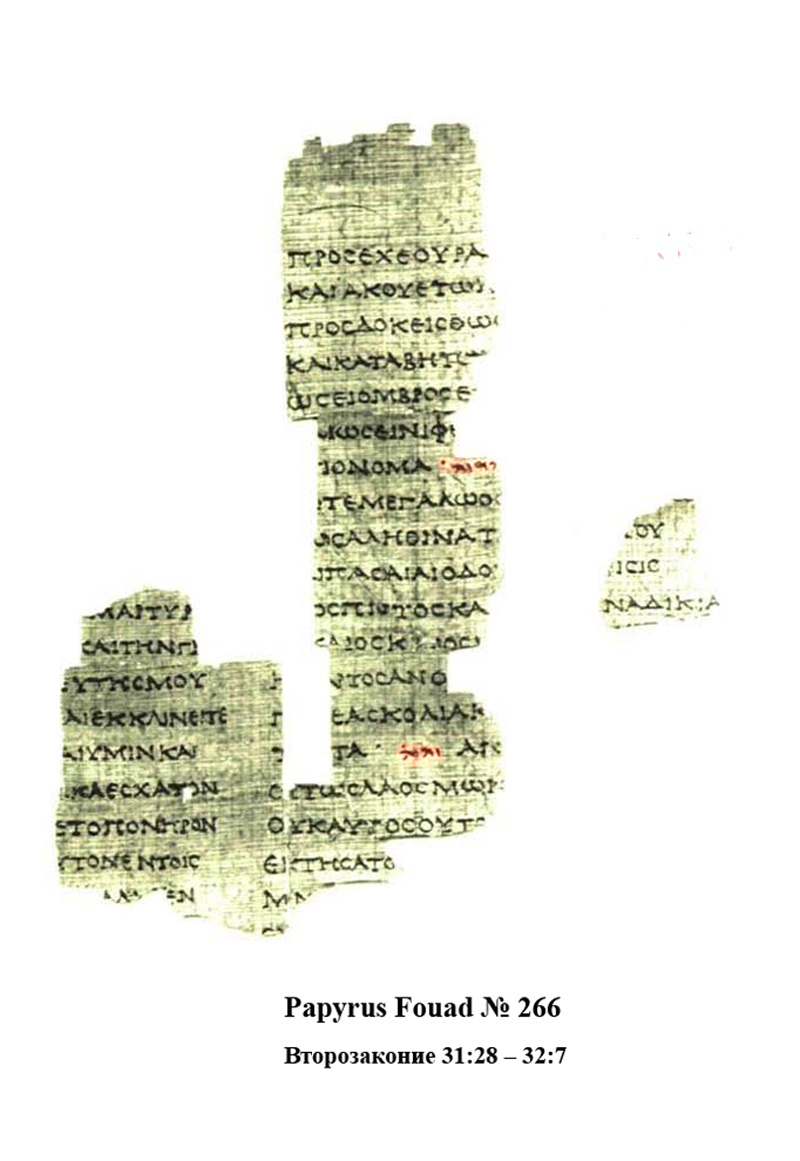
Papyrus Fouad 266

Manuskriptet Papyrus Fouad 266 (även Rahlfs 847, 848 and 940; TM nr: 62290; LDAB id: 3451: VH: 0056) är ett Septuagint-manuskript (LXX) från Torah, vilket påträffades i Faijum. Paleografiskt dateras handskriften till det första århundradet f.Kr. Papyrus Fouad 266 bevaras i Societé Royale de Papyrologie i Cairo.
Fouad syftar på kung Fuad I av Egypten.
Det är det äldsta manuskriptet som mitt i den grekiska texten använder det hebreiska tetragrammaton, på arameiska "fyrkant" eller Ashuri-manus.